# Antonie (Mazovie)
Pour les articles homonymes, voir Antonie.
Antonie (prononciation : [anˈtɔɲe]) est un village polonais de la gmina d'Olszewo-Borki dans le powiat d'Ostrołęka de la voïvodie de Mazovie dans le centre-est de la Pologne.
Il se situe à environ 8 kilomètres au nord d'Olszewo-Borki (siège de la gmina), 8 kilomètres au nord d'Ostrołęka (siège du powiat) et à 108 km au nord de Varsovie (capitale de la Pologne).

## Histoire
De 1975 à 1998, le village appartenait administrativement à la voïvodie d'Ostrołęka.